# Robin McAuley
Robin McAuley (County Meath, 20 gennaio 1953) è un cantante irlandese.
In passato ha fatto parte dei McAuley Schenker Group con il chitarrista tedesco Michael Schenker. Il gruppo, mantenendo lo stesso acronimo M.S.G., cambio nome da Michael Schenker Group a McAuley Schenker Group proprio con l'entrata del cantante. Attualmente è il frontman dei Survivor.

## Biografia
La carriera di Robin McAuley ebbe inizio attorno al 1981 quando venne arruolato dalla band britannica Grand Prix a sostituzione di Bernie Shaw, poi noto frontman dei Praying Mantis e degli Uriah Heep. Con il gruppo McAuley pubblicò il disco Samurai nel 1983 per la Chrysalis Records.
A seguito della dipartita dai Grand Prix, McAuley pubblicò come solista nel 1986 il singolo Eloise, che sfortunatamente per lui, coincise con la pubblicazione dello stesso brano da parte della punk rock band The Damned e quindi non ottenne un rilevante successo. McAuley continuò per un periodo la carriera nella band Far Corporation, un superprogetto al fianco del batterista Simon Phillips (che in seguito fece parte anche dei Toto), che vide la partecipazione di innumerevoli ospiti. Infatti nel 1985 il gruppo pubblica il disco Division One a cui parteciparono ospiti del calibro di Steve Lukather, David Paich e Bobby Kimball dei Toto, Mel Collins, sassofonista per i Bad Company ed altri svariati musicisti tra cui diversi della band di Meat Loaf.
McAuley verrà successivamente incluso nel progetto M.S.G. dell'ex chitarrista di Scorpions e UFO Michael Schenker sostituendo il precedente Gary Barden. Gli M.S.G., acronimo che stava per Michael Schenker Group, venne così rinominato McAuley-Schenker Group, nonostante l'acronimo venne lasciato invariato.
In realtà, seppur considerati come inclusi nella carriera degli M.S.G., i McAuley Schenker Group simboleggiarono un capitolo differente nella carriera del chitarrista tedesco. Infatti con l'unione con McAuley, la coppia rivoluzionò completamente la formazione rispetto ai musicisti che avevano accompagnato la carriera degli M.S.G. in precedenza (notando che Schenker comunque aveva variato diversi musicisti nel progetto dalla sua nascita), assoldando il bassista Rocky Newton, il chitarrista Steve Mann ed il batterista tedesco Bodo Schopf.
Con Schenker il cantante pubblicò tre dischi in studio: Perfect Timing (1987), Save Yourself (1989) e M.S.G. (1991), triade che da molti venne definita la migliore serie di album nella storia degli M.S.G., proprio per un cambiamento di stile più al passo coi tempi, rispetto a sonorità settantine che caratterizzavano in precedenza il progetto.
Nel periodo con McAuley, i M.S.G. si improntarono quindi su sonorità AOR dando alla luce una serie di lavori sulla scia del pop metal tipicamente statunitense. L'esperienza di McAuley nei M.S.G. ebbe termine nel 1992 a seguito della pubblicazione del live album Unplugged Live e dell'EP Nightmare: The Acoustic M.S.G., stampato solo in Giappone. Dopo l'esperienza con McAuley, Schenker decise di interrompere il progetto M.S.G., forse anche a causa del cambio di tendenze musicali, e raggiungerà nuovamente gli UFO. Durante gli anni 90 McAuley quasi si ritirò dalle scene, se non per un'apparizione nel progetto "Frederiksen/Phillips" nel 1995, ideato dall'unione del cantante Fergy Frederiksen e la sua vecchia conoscenza Ricky Phillips. Lo notiamo ai backing vocals dell'omonimo album al fianco di molti altri esponenti della scena AOR. Dopo alcuni anni Robin tornò in scena dedicandosi alla carriera solista, e assieme al chitarrista dei Survivor Frankie Sullivan ed il batterista Curt Cuomo, darà alla luce il suo debutto Business As Usual, pubblicato però nel solo Giappone per la Zain Records nel 1999. L'anno successivo Robin partecipò al progetto Elements Of Friction ideato sempre al fianco di Ricky Phillips, con cui pubblicherà un disco omonimo nel 2000. Offrirà un supporto ai backing vocals nel debutto degli Haven The Road nel 2001, ma anche come cantante nel disco solista del chitarrista italiano Max Magagni intitolato Twister assieme ad altri artisti come Glenn Hughes e Paul Shortino. Ma le apparizioni continueranno nel tribute album tributo a Jason Becker Warmth In The Wilderness nello stesso anno.
Nel 2004 il singer donerà la sua voce nel tribute album dei Kiss Spin the Bottle, cantando la reinterpretazione di "I Stole Your Love" assieme a C.C. Deville, Tony Franklin e Aynsley Dunbar.
Lo stesso anno le sue apparizioni continuano nel disco tributo agli AC/DC We Salute You in cui canta la traccia "Girls Got Rhythm" assieme a Bruce Kulick, Tony Franklin e Aynsley Dunbar. McAuley si riunì con Michael Schenker per registrare la reinterpretazione degli Iron Maiden "Run To The Hills" che sarà inserita nel tribute album Numbers from the Beast: An All Star Salute to Iron Maiden del 2005.
Dopo tredici anni McAuley partecipò come ospite ad un concerto dei M.S.G. al The Vault di Long Beach, California il 20 gennaio.
Il singer annunciò in giugno la nascita di una nuova band dal nome di Bleed.
Nuove notizie su McAuley emersero nel maggio 2006 che lo vedevano coinvolto in un progetto di ri-registrazione di classici brani degli UFO assieme all'ex chitarrista dei Waysted Paul Chapman e l'ex batterista di Waysted, Doro e Britny Fox Johnny Dee. McAuley cantò nei brani "No Place To Run", "Wild, Willing & Innocent" e "The Writer" registrati ai Garudio Studios di Palm Beach.
Verso metà luglio venne annunciata la notizia che McAuley aveva raggiunto i Survivor, leggendario gruppo nell'ambito del AOR. Nell'ottobre 2006 McAuley registrò la reinterpretazione dei Journey "Faithfully" inserito nel tribute album 80s Metal Tribute To Journey per la Cleopatra Records.
Nel 2006 partecipò al disco dei M.S.G. Tales of Rock'n'Roll.
McAuley fece anche parte di un progetto chiamato "The Big Ball Star" organizzato in occasione di un solo concerto, al fianco del cantante-chitarrista John Corabi (Mötley Crüe, Union, Ratt), il batterista Chris Slade, (Uriah Heep, AC/DC), il tastierista Teddy Zig-Zag Andreadis (Guns N'Roses), il bassista Robbie Crane (Ratt) e Brent Woods (Wildside, Vince Neil band), in un live il 27 gennaio 2007 al The Knitting Factory di Hollywood, California.

## Discografia

### Solista
- Business As Usual (1999)
- Standing on the Edge (2021)
- Alive (2023)

### Con i Grand Prix
- There For None To See (1982)
- Samurai (1983)

### Con i McAuley Schenker Group

#### Album in studio
- Perfect Timing (1987)
- Save Yourself (1989)
- M.S.G. (1991)
- Resurrection (2018)

#### EP
- Nightmare: The Acoustic M.S.G. (1992) [solo Giappone]

#### Live
- Unplugged Live (1992)

### Con i Far Corporation
- Division One (1985)
- Solitude (1994)

### Altri album
- Bad Moon Rising - Bad Moon Rising (1991)
- Frederiksen/Phillips - Frederiksen/Phillips (1995)
- Elements Of Friction - Elements Of Friction (2000)
- Haven - The Road (2001)
- V-Project - Lost Demos (2001)
- Max Magagni - Twister (2001)
- Demon Angels - Time Of Confusion (2006)
- M.S.G. - Tales of Rock'n'Roll (2006)
- The Screamin' Lords - Long Live Me (2007)
- Frankie Banali and Friends	- 24/7/365: The Tribute to Led Zeppelin (2007)

### Tribute album
- Dragon Attack: A Tribute to Queen (1997)
- Forever Mod: Portrait Of A Storyteller (1998)
- Warmth in the Wilderness: A Tribute to Jason Becker (2001)
- One Way Street: A Tribute To Aerosmith (2001)
- Spin the Bottle: An All-Star Tribute to Kiss (2004)
- We Salute You: A Tribute to AC/DC (2004)
- Numbers from the Beast: An All Star Salute to Iron Maiden (2005)
- 80s Metal Tribute To Journey (2006)